# Санденс (Вајоминг)
Санденс (енгл. Sundance) град је у америчкој савезној држави Вајоминг.

## Демографија
По попису из 2010. године број становника је 1.182, што је 21 (1,8%) становника више него 2000. године.
| Група             | 2000.         | 2010.         |
| Белци             | 1.120 (96,5%) | 1.149 (97,2%) |
| Афроамериканци    | 0 (0,0%)      | 2 (0,2%)      |
| Азијати           | 2 (0,2%)      | 0 (0,0%)      |
| Хиспаноамериканци | 7 (0,6%)      | 14 (1,2%)     |
| Укупно            | 1.161         | 1.182         |